# Mundos opuestos (telenovela)
Mundos opuestos es una telenovela mexicana producida por Ernesto Alonso para la cadena Televisa en 1976. Protagonizada por Lucía Méndez en su primer estelar, Ernesto Alonso, Rita Macedo y con el debut de Laura León y Sergio Goyri.

## Sinopsis
El multimillonario Claudio de la Mora es padre de Mario, joven rebelde y que no le quiere, es traficante de armas y que forma parte de la mafia denominada "la organización", utiliza para sus negocios fuera de la ley los barcos de la empresa de su padre, quien transporta gas desde el Oriente Medio; en cierto momento y por causas ignoradas los miembros de la organización le informan a Claudio que su hijo murió y le mandan grabaciones con la voz del mismo anteriores a su supuesto deceso.
A la par su hija Mónica estudia en una prestigiosa Universidad, pero también en rebeldía con su padre, se compromete con los pobres e inclusive va a estudiar a la Universidad en bus. En estas circunstancias, llega a un barrio humilde donde conoce a Beba, Antonia y Cecilia, a quienes lleva de visita a su imponente mansión.
Es en estas circunstancias que Claudio conoce y se enamora de Cecilia, quien es la bella hija de Antonia, una humilde cocinera; él con paciencia y ternura le enseña y educa hasta lograr elevarla a su mismo nivel social con el propósito de así lograr desposarla.
Mario es desembarcado de la mafia y se salva de un secuestro efectuado por el Jefe de la organización que se denominaba "Cóndor", por lo cual fortuitamente regresa a la casa paterna y se convierte en su rival por el amor de Cecilia para finalmente ganarlo y ser el que se casa con ella.
Al final el teniente Larios descubre que René, secretario de Claudio y su ama de llaves Carlota, estaban implicados en la organización, siendo ambos arrestados.
Este melodrama presenta el enfrentamiento entre el mundo de los ricos y el de la clase obrera, es decir los "Mundos opuestos".

## Elenco
- Ernesto Alonso - Claudio de la Mora
- Lucía Méndez - Cecilia
- Rita Macedo - Cristina
- Carmen Montejo - Antonia
- Jorge Luke - Luis
- Félix González - Teniente Larios
- Arsenio Campos - Álvaro
- Carlos Rotzinger - García
- Rosa Gloria Chagoyán - Elba
- José Alonso - José Alberto de la Mora
- Ana Martín - Mónica de la Mora
- Anita Blanch - Doña Josefina
- Miguel Palmer - Mario de la Mora
- Luis Politi - Gerardo
- Patricia Arredondo
- Laura León[3]
- Sergio Bustamante - René
- Leticia Perdigón - Beba
- Roberto Montiel
- Sergio Goyri - Joaquín
- Roberto Antúnez - Gregorio
- Martha Zavaleta - Carlota
- Raymundo Capetillo - Germán
- Carmen González - Estela
- Antonio Farrel - Nicolás
- Sonia Velasco - Rosa
- Mario Sauret - Lorenzo

## Otras versiones
- Televisa produjo en 1990 una versión de "Mundos opuestos" bajo el título de Destino con Lourdes Munguía y Juan Ferrara.[4]
- La versión brasileña en 1982 se llama "Destino" producida por SBT con Ana Rosa y Flavio Galvao, escrita y adaptada por Raimundo Lopes y Crayton Sarzy.[5]